# Valon (Ardecha)
Valon (en francès Vallon-Pont-d'Arc) és un municipi francès situat al departament de l'Ardecha i a la regió d'Alvèrnia-Roine-Alps. L'any 2007 tenia 2.424 habitants.

## Demografia

### Població
El 2007 la població de fet de Vallon-Pont-d'Arc era de 2.424 persones. Hi havia 1.079 famílies de les quals 372 eren unipersonals (182 homes vivint sols i 190 dones vivint soles), 331 parelles sense fills, 256 parelles amb fills i 120 famílies monoparentals amb fills.
La població ha evolucionat segons el següent gràfic:
Habitants censats

### Habitatges
El 2007 hi havia 2.000 habitatges, 1.094 eren l'habitatge principal de la família, 745 eren segones residències i 162 estaven desocupats. 1.484 eren cases i 507 eren apartaments. Dels 1.094 habitatges principals, 662 estaven ocupats pels seus propietaris, 383 estaven llogats i ocupats pels llogaters i 49 estaven cedits a títol gratuït; 14 tenien una cambra, 103 en tenien dues, 268 en tenien tres, 353 en tenien quatre i 356 en tenien cinc o més. 765 habitatges disposaven pel capbaix d'una plaça de pàrquing. A 618 habitatges hi havia un automòbil i a 333 n'hi havia dos o més.

### Piràmide de població
La piràmide de població per edats i sexe el 2009 era:
| Homes | Edats   | Dones |
| ----- | ------- | ----- |
| 4     | 95 o +  | 12    |
| 8     | 90 a 94 | 20    |
| 16    | 85 a 89 | 60    |
| 12    | 80 a 84 | 28    |
| 64    | 75 a 79 | 72    |
| 72    | 70 a 74 | 68    |
| 80    | 65 a 69 | 96    |
| 48    | 60 a 64 | 72    |
| 52    | 55 a 59 | 60    |
| 64    | 50 a 54 | 44    |
| 56    | 45 a 49 | 56    |
| 40    | 40 a 44 | 76    |
| 80    | 35 a 39 | 72    |
| 80    | 30 a 34 | 60    |
| 44    | 25 a 29 | 40    |
| 40    | 20 a 24 | 20    |
| 52    | 15 a 19 | 52    |
| 52    | 10 a 14 | 44    |
| 64    | 5 a 9   | 64    |
| 60    | 0 a 4   | 16    |

## Economia
El 2007 la població en edat de treballar era de 1.424 persones, 976 eren actives i 448 eren inactives. De les 976 persones actives 765 estaven ocupades (427 homes i 338 dones) i 211 estaven aturades (105 homes i 106 dones). De les 448 persones inactives 181 estaven jubilades, 108 estaven estudiant i 159 estaven classificades com a «altres inactius».

### Ingressos
El 2009 a Vallon-Pont-d'Arc hi havia 1.014 unitats fiscals que integraven 2.186,5 persones, la mediana anual d'ingressos fiscals per persona era de 15.764 €.

### Activitats econòmiques
Dels 328 establiments que hi havia el 2007, 1 era d'una empresa extractiva, 12 d'empreses alimentàries, 6 d'empreses de fabricació d'altres productes industrials, 22 d'empreses de construcció, 79 d'empreses de comerç i reparació d'automòbils, 10 d'empreses de transport, 84 d'empreses d'hostatgeria i restauració, 1 d'una empresa d'informació i comunicació, 9 d'empreses financeres, 21 d'empreses immobiliàries, 32 d'empreses de serveis, 29 d'entitats de l'administració pública i 22 d'empreses classificades com a «altres activitats de serveis».
Dels 77 establiments de servei als particulars que hi havia el 2009, 1 era una oficina d'administració d'Hisenda pública, 1 gendarmeria, 1 oficina de correu, 4 oficines bancàries, 3 tallers de reparació d'automòbils i de material agrícola, 7 paletes, 1 guixaire pintor, 3 fusteries, 2 lampisteries, 3 electricistes, 1 empresa de construcció, 4 perruqueries, 42 restaurants, 2 agències immobiliàries i 2 salons de bellesa.
Dels 39 establiments comercials que hi havia el 2009, 2 eren supermercats, 4 botiges de menys de 120 m², 8 fleques, 2 carnisseries, 2 llibreries, 10 botigues de roba, 2 botigues d'equipament de la llar, 1 una sabateria, 1 una botiga d'electrodomèstics, 4 botigues de material esportiu, 1 un drogueria i 2 floristeries.
L'any 2000 a Vallon-Pont-d'Arc hi havia 68 explotacions agrícoles que ocupaven un total de 380 hectàrees.

## Equipaments sanitaris i escolars
El 2009 hi havia 1 hospital de tractaments de curta durada, 1 hospital de tractaments de mitja durada (seguiment i rehabilitació) i 2 farmàcies.
El 2009 hi havia 1 escola maternal i 1 escola elemental. Vallon-Pont-d'Arc disposava d'un col·legi d'educació secundària amb 309 alumnes.

## Poblacions més properes
El següent diagrama mostra les poblacions més properes.